# Saint-Hilaire-d'Estissac
Saint-Hilaire-d'Estissac é uma comuna francesa na região administrativa da Nova Aquitânia, no departamento Dordonha. Estende-se por uma área de 6,11 km². Em 2010 a comuna tinha 116 habitantes (densidade: 19 hab./km²).